# 1. division (Eishockey)
Die 1. division ist seit 1985 die zweithöchste Eishockeyliga in Dänemark, nachdem sie zuvor ab 1960 die höchste Eishockeyliga des Landes war. Mit der Eliteserien wurde in den 1980er Jahren eine neue erste Spielklasse gegründet. Unterhalb der 1. division wird die 2. division als dritte Spielklasse ausgespielt.

## Teilnehmer
- AaB Ishockey II
- Amager Ishockey
- Esbjerg IK
- Frederikshavn White Hawks II
- Gentofte Stars II
- Gladsaxe SF
- Herlev Eagles II
- Herning Blue Fox II
- Hvidovre IK
- Jutland Vikings (IK Aarhus)
- Odense Bulldogs II
- Rødovre Mighty Bulls II
- Vojens IK